# Ein alter Streit

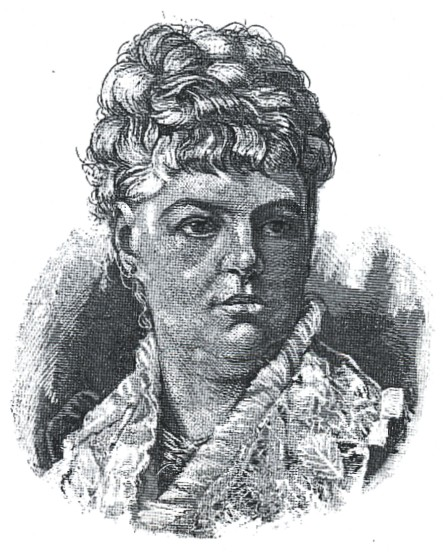
Wilhelmine von Hillern um 1885

Ein alter Streit ist ein Roman von Wilhelmine von Hillern aus dem Jahr 1898, der das in den 1860er Jahren im Bayerischen Oberland noch übliche Haberfeldtreiben zum Gegenstand hat.

## Allgemeines
Der Roman erschien mehr als 20 Jahre nach Hillerns großem Erfolg Die Geierwally, in dem die Heldin Walburga Stromminger emanzipatorisch in einer typischen Männerrolle auftritt. In Ein alter Streit ist die Protagonistin die junge Müllerstochter Wiltraut, die trotz männlichen Widerstands (ihr) Recht durchsetzt, viel verliert, am Ende dafür aber doch belohnt wird. Gegenspieler ist der Brauereibesitzer Bissinger, der die Mühle auf fragwürdige Weise in Besitz nehmen will und damit den Müller ins Grab bringt.

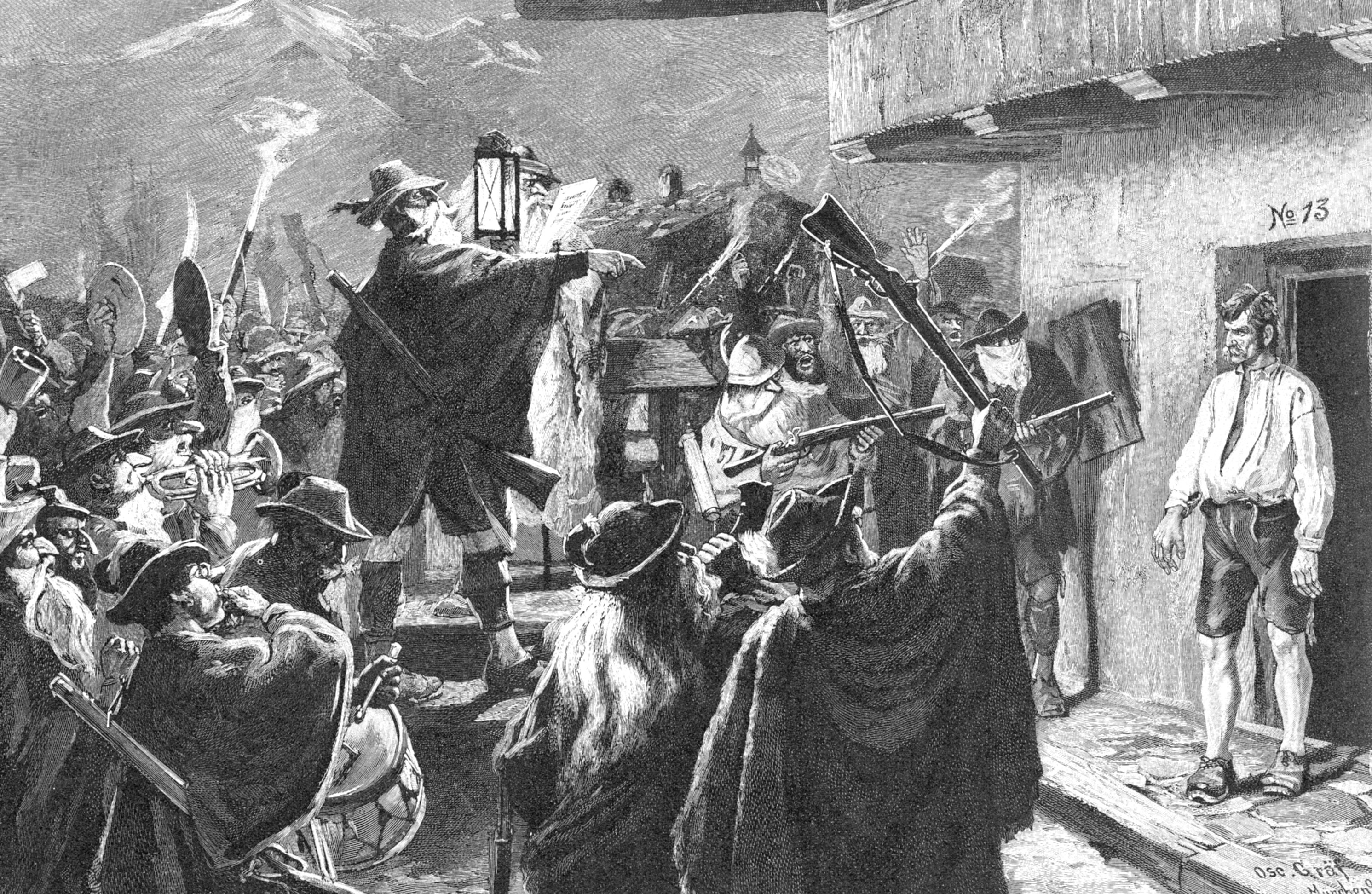
Haberfeldtreiben, Originalzeichnung von Oskar Gräf, 1895

Die Handlung rankt sich um eine sehr konservative zeithistorische Begebenheit, das Haberfeldtreiben, und wird mit modernen Forderungen der Frauenrechtsbewegung verknüpft. Dadurch ergibt sich ein vielschichtiges Sujet, das die Autorin zusätzlich mit einer Liebesbeziehung zwischen Wiltraut und Lorenz, dem Sohn des Brauereibesitzers verbindet.
Neben der Darstellung dieses Einzelschicksals geht es der Autorin auch um die Thematisierung des Haberfeldtreibens, das im Laufe der Handlung durch einen Bannspruch verboten wird. Dem Roman zufolge ist das Haberern ein uraltes Privileg, das sich aber durch Abhandenkommens einer Urkunde während des Bauernkrieges nicht mehr belegen lässt. Wilhelmine von Hillern geht es um eine realistische Darstellung dieser Art von Gewalt, die ein Regulativ außerhalb der ordentlichen Gerichtsbarkeit darstellte.
Zur Vorbereitung zu diesem Roman hat die Autorin einige Studien angestellt: Neben den Untersuchungen zum Haberfeldtreiben, bei dem sie von Oskar Panizza unterrichtet wurde, wird von ihr auch ein Werk zur bayerischen Landes- und Völkerkunde sowie zwei Hirtenbriefe des Erzbischofs zitiert. Ferner muss sie das aktuelle Strafgesetzbuch des Königreichs Bayern und ein Geschichtsbuch Lorenz von Westenrieders zu Rate gezogen haben.
Im Untertitel heißt es: „Roman aus dem bayerischen Volksleben der sechziger Jahre.“ Mit dem Erscheinen liegt diese Begebenheit also bereits 30 Jahre zurück, war aber damals hoch aktuell, auch andere Autoren wie Oskar Panizza haben die Geschichte mit einem Bericht gewürdigt (1897): Die Haberfeldtreiben im bairischen Gebirge. Eine sittengeschichtliche Studie. Fischer, Berlin. Möglicherweise ist sie durch Panizza auf das Thema aufmerksam geworden.
Das Motto stammt aus Sophokles’ Antigone:

“οἷα πρὸς οἵων ἀνδρῶν πάσχω, τὴν εὐσεβίαν σεβίσασα.”

„welch eine Gebühr ich leide von gebührigen Männern, Die ich gefangen in Gottesfurcht bin“

Wilhelmine von Hillern verdeutlicht mit diesem antiken Zitat ihr Anliegen, weit über das Volkstümliche hinaus einen Bogen spannen zu wollen zu dem Rollenverständnis der Frau. Auch Antigone hatte sich dem tradierten Rollenbild widersetzt und ihren im Kampf gefallenen Bruder entgegen der Anordnung begraben. Insofern legt die Autorin selbst dem Leser nahe, eine Parallele zum bereits in dieser antiken Tragödie thematisierten Zwiespalt zwischen eigenem Gewissen und erwartetem Rollenverhalten zu ziehen.

## Wichtige Personen
- Müllerstochter Wiltraut
- ihr Bruder Sebald
- Bissinger, Brauerei- und Landbesitzer
- Lorenz, sein Sohn
- Habermeister, Führer der Haberfeldtreiber
- Pfarrer

## Handlung
Die Handlung spielt in der Gemarkung eines Dorfes im Oberbayrischen, dessen Name nicht genannt wird und das, ebenso wie die handelnden Personen, fiktiv sein dürfte. Die Erzählperspektive ist auktorial, das heißt, die Erzählerin gehört nicht zur Geschichte, so, wie es der Untertitel „aus dem Volksleben“ bereits angedeutet hat. Durch diese Perspektive und Erzählweise wird ein Abstand deutlich, der nicht klar erkennen lässt, welche Haltung die Autorin zum Geschehen einnimmt: weder befürwortet sie das Haberfeldtreiben mit all seinen Begleitumständen, noch kritisiert sie es. Der Handlungsverlauf ist streng chronologisch. Die Erzählung ist in hochdeutscher Sprache verfasst, die direkte Rede in Mundart, das einen starken Lokalkolorit vermittelt. Durch die direkte Rede wird der Roman getragen, sie macht mehr als die Hälfte des Inhaltes aus. Zusätzlich zu dem bayrischen Dialekt wird in ältlich-schwerfälliger Weise erzählt, was die Handlung noch eindringlicher werden lässt.

### Vorgeschichte
Auf einer abgeschiedenen Wassermühle weit außerhalb des Dorfes lebt Wiltraut mit ihrem kränklichen Bruder Sebald, der von seiner Schwester liebevoll betreut wird. Der Brauereibesitzer Bissinger hat durch geschicktes geschäftliches Taktieren mit seiner eigenen Mühle die Müllersleute nahezu in den Ruin getrieben. Das Mühlrad ist gebrochen, die Mühle steht still. Der Haushalt wird als verarmt beschrieben. Der Müller, ein ehrlicher, geachteter und rechtschaffener Mann, konnte dies nicht verhindern und hat sich zu Tode gegrämt. Jetzt steht der Besuch des Gerichtsvollziehers unmittelbar bevor.
Der Sohn Bissingers, Lenz, wünscht sich, Wiltraut zu heiraten, doch sein Vater hat selbst ein Auge auf sie geworfen, die die Stelle seiner früh verstorbenen Ehefrau einnehmen und den Haushalt besorgen könnte. Wiltraut hat dem Älteren bereits einen Korb gegeben, worauf er damit gedroht hat, seinen Sohn zu enterben, ehelichte er sie an seiner Stelle.

### Einleitung
Bei einem Treffen der Haberer wird bekannt gemacht, dass das Haberfeldtreiben mit einem Bann belegt werden soll. Am Sonntag würde der Pfarrer den Bannspruch verlesen. Die Haberer überlegen noch, wie dies mit List zu verhindern wäre, da kommt einer aus ihrem Kreise verspätet hinzu, der zu berichten weiß, dass der Müller gestorben ist. Jetzt wird geplant, ein weiteres Haberfeldtreiben gegen den Brauereibesitzer in die Wege zu leiten, als Lenz völlig unerwartet hineinstürmt, den die Gruppe schon länger bei ihren Treffen vermisst hatte. Er erzählt, dass er mit seinem Vater jetzt endgültig gebrochen hat und ist sofort bereit, sich am Treiben gegen seinen Vater zu beteiligen. Dies stößt auf größte Skepsis bis Ablehnung, schließlich verstieße dies gegen das Vierte Gebot. Doch Lenz lässt sich von den Einwänden nicht überzeugen und behauptet, dies beim Jüngsten Gericht verantworten zu können.

### Hauptteil
Ausführlich werden die Vorbereitungen und das Treiben selbst mit all seinen Ritualen und Zeremonien beschrieben. An die dreihundert Personen sind zugegen. Nach dem „Besuch“ beim Brauereibesitzer gibt es ein zweites Stelldichein beim Pfarrer, der nicht die übliche Angst und Reue zeigt und sich auch nicht wehrt. Durch Unachtsamkeit bricht im Pfarrhaus Feuer aus und es brennt nieder, das nach den strengen Regeln der Haberer nicht passieren dürfte; weder Personen noch Sachen sollen geschädigt werden. Währenddessen eilt Lenz zu Wiltraut, um sich dort umzukleiden und möglichst schnell seinem durch die Wucht des Treibens am Boden zerstörten Vater beizustehen. Lenz bereut seine Tat, in der er ansehen musste, wie zerstört die Seelenverfassung seines Vaters durch das Treiben geworden ist. Doch Soldaten sind hinter ihm her und auf seine Bitte hin ist Wiltrauts Bruder Sebald sofort bereit, anstelle Lenz’ als Haberer ins Gefängnis zu gehen. Wiltraut ist verzweifelt und hat große Angst wegen seiner schwachen Konstitution. Lenz macht sie große Vorwürfe und empfindet keine Liebe mehr für ihn.
Bei dem Gerangel vor dem Pfarrhaus ist der Haberermeister von Soldaten angeschossen worden und muss seinen rechten Arm amputieren lassen. In wochenlanger Pflege kümmert sich Wiltraut liebevoll um ihn. Als Dankbarkeit wird aus einem Fonds der Haberer der Schuldschein der Mühle zurückerworben und zerrissen Wiltraut überreicht. Sie nimmt dies nicht recht zur Kenntnis, da sie in ständiger Sorge um ihren Bruder ist und ihre täglichen Besorgungen um die Pflege des ihr Anvertrauten hat.
Ein halbes Jahr nach diesen Ereignissen trifft ein Gemeindediener bei ihr ein, der ihr von der Ankunft ihres Bruders an der nächstgelegenen Bahnstation verkündet. Dieser wurde wegen guter Führung und schwachem Gesundheitszustand entlassen. Die schattenlose Baustelle der soeben fertiggestellten Kochelseebahn ist der Ort, wo Sebald seit Stunden auf seine Schwester warten muss, weil sie die Nachricht nicht eher erreicht hatte. Und tatsächlich stirbt er auf der stundenlangen Kutschfahrt zurück in ihren Armen, kann ihr aber zuvor noch versichern, dass er sicher sei, Lenz dies schuldig gewesen zu sein, „denn er ist dir z’lieb in die Sach ’nein komme. Und er hätt’ dasselbe für mich gethan, wann’s umgekehrt g’wesen wär’, daß i noch ’n Vater g’habt hätt’ und er kein’n!“

### Ende
Ihr Bruder wird als mit dem Bann belegter Haberer – offiziell ist nichts anderes bekannt – nicht-kirchlich, also ohne Segen und außerhalb des Friedhofes, beigesetzt. Wiltraut ist außer sich vor Ärger, sieht kein Unrecht auf Sebalds Seite – schon mehrfach ist über ihn der Ausdruck „wie ein Heiliger“ gefallen – und begeht eine der schlimmsten Sünden, die die Katholische Kirche kennt: Grabschändung und Leichenraub, indem sie das frische Grab Sebalds des Nachts öffnet und ihn in das Grab ihrer Eltern umbettet. Natürlich bleibt dieses Tun nicht unentdeckt. Bei der Offenlegung dieses Sakrilegs nach der Sonntagspredigt bricht Lenz endlich sein Schweigen und bekennt sowohl sein Habererwesen als auch seine Teilnahme gegen seinen eigenen Vater. Wiltraut ist rehabilitiert und Lenz wird enterbt, aber die beiden finden endlich zueinander.

## Ausgaben
- Ein alter Streit. Roman aus dem bayerischen Volksleben der sechziger Jahre.  J. G. Cotta Nachfahren. Stuttgart 1898 (archive.org, 1., 2., und 3. Auflage erschienen identisch im gleichen Jahr).